# Діяла
Дія́ла, іноді Діа́ла (араб. نهر ديالى‎‎), курдською Серва́н (перс. دیاله) — річка в Ірані та Іраку, ліва притока Тигру, впадає в нього південніше Багдада. Витоки річки знаходяться в горах Загросу біля Хамадану. В пониззі розливається по Месопотамській низовині, утворюючи велику родючу дельту.
Довжина якщо рахувати з річкою Серван 445 км, якщо ж від місця злиття Сервану та Ельвенд то 231 км. Площа басейну понад 30 тисяч км². Річка має весняну повінь, літню межень, підвищену водність узимку. Середні витрати води 130 м/с.
Води Діяли здавна використовуються для зрошування. В Іраку на річці споруджена Мукдадійська гребля і водосховище. 32 кілометри річки утворюють ділянку природного кордону між Іраном та Іраком. На річці розташовано ГЕС Дар’ян, ГЕС Дербандікхан, ГЕС Хамрін.

## Історія
В клинописних текстах третього тисячоліття до нашої ери називають Дурул, а в пізніших — Турна(т). В басейні Хамрін на Месопотамській рівнині утворювала центр стародавнього поселення. Вона була основою важливого шляху, що з'єднував річку Тигр та Іранське плато.
Іригаційне значення Діяла має ще з прадавніх часів. З доби античності дійшов переказ про те, як перський цар Кір II Великий наказав знищити її. Приводом для цього стала загибель священних коней, які потонули при переправі через Діялу під час військового походу. За наказом царя було прорито 360 каналів, які відвели води річки, внаслідок чого вона обміліла і практично щезла. За іншою, версією цар в такий спосіб лише осушив землі, затоплені внаслідок прориву греблі.

## Дослідження
Масштабні розкопки, проведені Східним інститутом у 1930-х рр. у Хафадже, Тель-Аграбі, Тель-Асмарі та Тель-Ішчалі, підтвердили багатство та політичне значення регіону Діяла протягом ІІІ тис. до н. е., коли його міста були зосереджені навколо масивних храмів (як-от храму Овал в Хафадже), а менші святині були наповнені підношеннями статуй та екзотичними дорогоцінними матеріалами, такими як лазурит, срібло та золото. Тель-Асмар, місце розташування стародавньої Ешнунни, здобув особливу популярність на початку ІІ тис. до н. е. як резиденція однієї з кількох конкуруючих династій у регіоні, що простягався від південно-західного Ірану до Алеппо. Ешнунна була зрештою завойована Хаммурапі з Вавилона у XVIII ст. до н. е. Піонерське археологічне дослідження нижньої Діяли, проведене Робертом Маккорміком Адамсом наприкінці 1950-х рр., показало наявність великих поселень та іригаційних каналів у сасанідський період.
З початком сучасного будівництва дамби в басейні Хамрін вище за течією Діяли, масштабні дослідження та розкопки, що проводилися з 1977 р. по 1984 р., виявили низку менших пам'яток з особливим піком у пізньому періоді Убейд (V тис. до н. е.) та в ранній I династиї (початок ІІІ тис. до н. е.).

## У культурі
Ця історія викладена у «Притчі про річку» авторства української поетеси Ліни Костенко.